# Lijst van voetbalinterlands Portugal - Turkije
Deze lijst van voetbalinterlands is een overzicht van alle officiële voetbalwedstrijden tussen de nationale teams van Portugal en Turkije. De landen speelden tot op heden tien keer tegen elkaar. Het eerste duel, een vriendschappelijke wedstrijd, werd gespeeld in Istanboel op 18 december 1955. De laatste ontmoeting, een groepswedstrijd tijdens het Europees kampioenschap voetbal 2024, vond plaats op 22 juni 2024 in Dortmund (Duitsland).

## Wedstrijden
| №  | Plaats     | Datum            | Competitie           | Wedstrijd          | Uitslag |
| -- | ---------- | ---------------- | -------------------- | ------------------ | ------- |
| 1  | Istanboel  | 18 december 1955 | Vriendschappelijk    | Turkije – Portugal | 3 – 1   |
| 2  | Lissabon   | 25 maart 1956    | Vriendschappelijk    | Portugal – Turkije | 3 – 1   |
| 3  | Lissabon   | 24 januari 1965  | WK 1966 kwalificatie | Portugal – Turkije | 5 – 1   |
| 4  | Ankara     | 19 april 1965    | WK 1966 kwalificatie | Turkije – Portugal | 0 – 1   |
| 5  | Nottingham | 14 juni 1996     | EK 1996              | Portugal – Turkije | 1 – 0   |
| 6  | Amsterdam  | 24 juni 2000     | EK 2000              | Portugal – Turkije | 2 – 0   |
| 7  | Genève     | 7 juni 2008      | EK 2008              | Portugal – Turkije | 2 – 0   |
| 8  | Lissabon   | 2 juni 2012      | Vriendschappelijk    | Portugal – Turkije | 1 – 3   |
| 9  | Porto      | 24 maart 2022    | WK 2022 kwalificatie | Portugal – Turkije | 3 − 1   |
| 10 | Dortmund   | 22 juni 2024     | EK 2024              | Turkije – Portugal | 0 − 3   |

## Samenvatting
| Competitie        | Totaal gespeeld | Winst Portugal | Gelijk | Winst Turkije | Doelsaldo Portugal – Turkije |
| ----------------- | --------------- | -------------- | ------ | ------------- | ---------------------------- |
| WK-kwalificatie   | 3               | 3              | 0      | 0             | 9 − 2                        |
| EK-eindronde      | 4               | 4              | 0      | 0             | 8 − 0                        |
| Vriendschappelijk | 3               | 1              | 0      | 2             | 5 − 7                        |
| Totaal            | 10              | 8              | 0      | 2             | 22 − 9                       |

## Details

### Zevende ontmoeting
| EK 2008 (Genève, Zwitserland, 7 juni 2008):                                                                                                  |              | |
| Portugal | 2 – 0        | Turkije |
| Pepe 61' Raul Meireles 90+3' | goals        | |
| Luiz Felipe Scolari | bondscoach   | Fatih Terim |
| Ricardo Pereira Paulo Ferreira Pepe Ricardo Carvalho José Bosingwa Petit João Moutinho Simão 83' Deco 90+2' Nuno Gomes 69' Cristiano Ronaldo | opstellingen | Servet Çetin Hakan Balta 55' Gökhan Zan Emre Belözoğlu Mehmet Aurélio Nihat Kahveci Tuncay Şanlı Colin Kâzım-Richards 46' Mevlüt Erdinç 76' Hamit Altıntop Volkan Demirel |
| Nani 69' Raul Meireles 83' Fernando Meira 90+2'                                                                                              | wissels      | 46' Sabri Sarıoğlu 55' Emre Aşık 76' Semih Şentürk |
| | gele kaarten | 4' Colin Kâzım-Richards 51' Gökhan Zan 73' Sabri Sarıoğlu |

### Achtste ontmoeting
| Vriendschappelijk (Lissabon, Portugal, 2 juni 2012):                                                     |       |                                               |
| Portugal                                                                                                 | 1 – 3 | Turkije                                       |
| Nani 57'                                                                                                 | goals | 35' Umut Bulut 52' Umut Bulut 88' (e.d.) Pepe |
| - Debuut van Miguel Lopes (Sporting Clube de Braga) en Custódio (Sporting Clube de Braga) voor Portugal. |       |                                               |

FPF · A-internationals · Selecties · Statistieken · Bondscoaches · Portugees vrouwenelftal · Olympisch elftal · Portugal U21 · Portugal U20 · Portugal U19 · Portugal U18 · Portugal U17 · Vrouwen U17
1921 – 1929 · 
1930 – 1939 · 
1940 – 1949 · 
1950 – 1959 · 
1960 – 1969 · 
1970 – 1979 · 
1980 – 1989 · 
1990 – 1999 · 
2000 – 2009 · 
2010 – 2019 · 
2020 – 2029
EK's: 1984 · 
1996 · 
2000 · 
2004 · 
2008 · 
2012 · 
2016 · 
2020 · 
2024
WK's: 1966 · 
1986 · 
2002 · 
2006 · 
2010 · 
2014 · 
2018 · 
2022
OS: 1928 · 
1996 · 
2004 · 
2016
1921 · 
1922 · 
1923 · 
1924 · 
1925 · 
1926 · 
1927 · 
1928 · 
1929 · 
1930 · 
1931 · 
1932 · 
1933 · 
1934 · 
1935 · 
1936 · 
1937 · 
1938 · 
1939 · 
1940 · 
1942 · 
1943 · 1944 · 
1945 · 
1946 · 
1947 · 
1948 · 
1949 ·
1950 · 
1951 · 
1952 · 
1953 · 
1954 · 
1955 · 
1956 · 
1957 · 
1958 · 
1959 ·
1960 · 
1961 · 
1962 ·
1963 ·
1964 · 
1965 · 
1966 · 
1967 · 
1968 · 
1969 ·
1970 · 
1971 · 
1972 · 
1973 · 
1974 · 
1975 · 
1976 · 
1977 · 
1978 · 
1979 ·
1980 · 
1981 · 
1982 · 
1983 · 
1984 · 
1985 · 
1986 · 
1987 · 
1988 · 
1989 · 
1990 · 
1991 ·
1992 · 
1993 · 
1994 · 
1995 · 
1996 · 
1997 · 
1998 · 
1999 · 
2000 · 
2001 · 
2002 · 
2003 · 
2004 · 
2005 · 
2006 · 
2007 · 
2008 · 
2009 · 
2010 · 
2011 · 
2012 · 
2013 ·
2014 ·
2015 ·
2016 ·
2017 ·
2018 ·
2019 ·
2020 ·
2021 ·
2022
Albanië ·
Algerije ·
Andorra ·
Angola ·
Argentinië ·
Armenië ·
Azerbeidzjan ·
België ·
Bolivia ·
Bosnië-Herzegovina ·
Brazilië ·
Bulgarije ·
Canada ·
Chili ·
China ·
Cyprus ·
DDR ·
Denemarken ·
Duitsland ·
Ecuador ·
Egypte ·
Engeland ·
Estland ·
Faeröer ·
Finland ·
Frankrijk ·
Gabon ·
Georgië ·
Ghana ·
Gibraltar ·
Griekenland ·
Hongarije ·
Ierland ·
IJsland ·
Iran ·
Israël ·
Italië ·
Ivoorkust ·
Joegoslavië ·
Kaapverdië ·
Kameroen ·
Kazachstan ·
Koeweit ·
Kroatië ·
Letland ·
Liechtenstein ·
Litouwen ·
Luxemburg ·
Malta ·
Marokko ·
Mexico ·
Moldavië ·
Mozambique ·
Nederland ·
Nieuw-Zeeland ·
Nigeria ·
Noord-Ierland ·
Noord-Korea ·
Noord-Macedonië ·
Noorwegen ·
Oekraïne ·
Oostenrijk ·
Panama ·
Paraguay ·
Polen ·
Qatar ·
Roemenië ·
Rusland ·
Saoedi-Arabië ·
Schotland ·
Servië ·
Slovenië ·
Slowakije ·
Sovjet-Unie ·
Spanje ·
Tsjechië ·
Tsjecho-Slowakije ·
Tunesië ·
Turkije ·
Uruguay ·
Verenigde Staten ·
Wales ·
Zuid-Afrika ·
Zuid-Korea ·
Zweden ·
Zwitserland
Angola (2006) ·
België (2021) ·
Brazilië (2010) · 
Denemarken (2012) ·
Duitsland (2006) ·
Duitsland (2008) ·
Duitsland (2012) ·
Duitsland (2014) ·
Duitsland (2021) ·
Engeland (2000) ·
Engeland (2006) ·
Frankrijk (2006) ·
Frankrijk (2016) ·
Frankrijk (2021)  ·
Ghana (2014) ·
Griekenland (2004, 2) · 
Hongarije (2021) · 
IJsland (2016) · 
Iran (2006) ·
Iran (2018) ·
Marokko (2018) ·
Marokko (2022) ·
Mexico (2006) ·
Nederland (2006) ·
Nederland (2012) ·
Oostenrijk (2016) · 
Spanje (2012) · 
Spanje (2018) ·
Tsjechië (2008) ·
Tsjechië (2012) · 
Turkije (2008) ·
Verenigde Staten (2014) ·
Uruguay (2018) ·
Zuid-Korea (2022) · 
Zwitserland (2008) · 
Zwitserland (2022)
TFF · A-internationals · Selecties · Bondscoaches · Turks vrouwenelftal · Olympisch elftal · Turkije U21 · Turkije U20 · Turkije U19 · Turkije U18 · Turkije U17 · Turkije U16
1923 – 1929 · 
1930 – 1939 · 
1940 – 1949 · 
1950 – 1959 · 
1960 – 1969 · 
1970 – 1979 · 
1980 – 1989 · 
1990 – 1999 · 
2000 – 2009 · 
2010 – 2019 ·
2020 − 2029
EK 1996 · 
EK 2000 · 
EK 2008 · 
EK 2016 ·
EK 2020 ·
EK 2024 · WK 1954 · WK 2002 · OS 1924 · 
OS 1928 · 
OS 1936 · 
OS 1948 · 
OS 1952 · 
OS 1960
1923 · 
1924 · 
1925 · 
1926 · 
1927 · 
1928 · 
1929 · 1930 · 
1931 · 
1932 · 
1933 · 1934 · 1935 · 
1936 · 
1937 · 
1938 · 1939 · 1940 · 1941 · 1942 · 1943 · 1944 · 1945 · 1946 · 1947 · 
1948 · 
1949 · 
1950 · 
1952 · 
1952 · 
1953 · 
1954 · 
1955 · 
1956 · 
1957 · 
1958 · 
1959 · 
1960 · 
1961 · 
1962 · 
1963 · 
1964 · 
1965 · 
1966 · 
1967 · 
1968 · 
1969 · 
1970 · 
1971 · 
1972 · 
1973 · 
1974 · 
1975 · 
1976 · 
1977 · 
1978 · 
1979 · 
1980 · 
1981 · 
1982 · 
1983 · 
1984 · 
1985 · 
1986 · 
1987 · 
1988 · 
1989 · 
1990 · 
1991 · 
1992 · 
1993 · 
1994 · 
1995 · 
1996 · 
1997 · 
1998 · 
1999 · 
2000 · 
2001 · 
2002 · 
2003 · 
2004 · 
2005 · 
2006 · 
2007 · 
2008 · 
2009 · 
2010 · 
2011 · 
2012 · 
2013 · 
2014 · 
2015 ·
2016 ·
2017 ·
2018 ·
2019 ·
2020 ·
2021 ·
2022 ·
2023 ·
2024
Albanië ·
Algerije ·
Andorra ·
Angola ·
Armenië ·
Australië ·
Azerbeidzjan ·
België ·
Bosnië en Herzegovina ·
Brazilië ·
Bulgarije ·
Canada ·
Chili ·
China ·
Colombia ·
Costa Rica ·
DDR ·
Denemarken ·
Duitsland ·
Ecuador ·
Egypte ·
Engeland ·
Estland ·
Ethiopië ·
Faeröer ·
Finland ·
Frankrijk ·
Georgië ·
Ghana ·
Gibraltar ·
Griekenland ·
Guinee ·
Honduras ·
Hongarije ·
Ierland ·
IJsland ·
Irak ·
Iran ·
Israël ·
Italië ·
Ivoorkust ·
Japan ·
Joegoslavië ·
Kameroen ·
Kazachstan ·
Kosovo ·
Kroatië ·
Letland ·
Libanon ·
Libië ·
Liechtenstein ·
Litouwen ·
Luxemburg ·
Maleisië ·
Malta ·
Moldavië ·
Montenegro · 
Nederland ·
Nieuw-Zeeland ·
Noord-Ierland ·
Noord-Macedonië ·
Noorwegen ·
Oekraïne ·
Oezbekistan ·
Oostenrijk ·
Pakistan ·
Paraguay ·
Polen ·
Portugal ·
Qatar · 
Roemenië ·
Rusland ·
San Marino ·
Saoedi-Arabië ·
Schotland ·
Senegal ·
Servië ·
Slovenië · 
Slowakije ·
Sovjet-Unie ·
Spanje ·
Syrië ·
Tsjechië ·
Tsjecho-Slowakije ·
Tunesië ·
Uruguay ·
Verenigde Staten ·
Wales ·
Wit-Rusland ·
Zuid-Afrika ·
Zuid-Korea ·
Zweden ·
Zwitserland
Brazilië (2002, 1) · 
Costa Rica (2002) · 
Duitsland (2008) · 
Italië (2021) · 
Kroatië (2008) · 
Kroatië (2016) · 
Portugal (2008) · 
Spanje (2016) · 
Tsjechië (2008) · 
Wales (2021) · 
Zwitserland (2008) · 
Zwitserland (2021)